# Elementary Education Act 1880
Elementary Education Act 1880 var en parlamentsakt i Storbritannien från 1880. Genom lagen utökades skolplikten, som införts med Elementary Education Act 1870, till att gälla upp till 10 års ålder.

### Fotnoter
1. ↑  ”Arkiverade kopian”. Arkiverad från originalet den 9 oktober 1999. https://web.archive.org/web/19991009210040/http://www.spartacus.schoolnet.co.uk/ED1880.htm. Läst 13 december 2016.